# گلالک (چلو)
گلالک یک روستا در ایران است که در دهستان چلو واقع شده‌است. گلالک ۶۲ نفر جمعیت دارد.